# Stazione di Palazzolo Vercellese
Stazione di Palazzolo Vercellese vasútállomás Olaszországban, Palazzolo Vercellese településen.

## Vasútvonalak
Az állomást az alábbi vasútvonalak érintik:
- Chivasso–Alessandria-vasútvonal

## Kapcsolódó állomások
A vasútállomáshoz az alábbi állomások vannak a legközelebb:
- Stazione di Fontanetto Po
- Stazione di Trino Vercellese